# Manukau City AFC
Der Manukau City Association Football Club ist ein neuseeländischer Fußballklub mit Sitz im Stadtteil Māngere East in Auckland.

## Geschichte
Der Klub wurde im Jahr 1964 unter dem Namen Massey Rovers gegründet, seit dem Jahr 1971 wird der aktuelle Name benutzt. Der ersten Fußball-Mannschaft gelang es schnell in der Division 2 Fuß zu fassen, Mitte der 1970er Jahre ging es aber runter in die Division 3. Danach lief es aber wieder besser und in der Spielzeit 1984 gelang es erstmals in der NRFL Division 1 zu spielen. Nach vier Jahren hier gelang es zur Spielzeit 1988 auch den Sprung in die NRFL Premier, der heutigen Northern League, zu schaffen. Die beste Platzierung gelang hier auch mit einem 2. Platz schon in der Runde 1989, nach der Folgesaison musste man über den zwölften Platz jedoch wieder absteigen.
Im nächsten Jahrzehnt erlebte man eine regelrechte Achterbahnfahrt, in welcher man an einem Punkt sogar bis in die Division 4 abstieg. Zur Saison 2001 erreichte man aber ein zweites Mal die NRFL Premier, diesmal überdauerte die Zeit hier jedoch nur zwei Spielzeiten. Nachdem man von 2005 bis 2011 nicht am Spielbetrieb teilgenommen hatte, fand man sich zuletzt 2015 in der Division 2 wieder.
Das beste Ergebnis im Chatham Cup war derweil ein Einzug ins Halbfinale der Austragung im Jahr 1987, wo man am Ende Christchurch United mit 0:5 unterlag.
Im Jahr 2018 tat man sich mit dem Mangere United SC zusammen, um gemeinsam den Manukau United FC zu gründen, welcher seitdem die erste Männer-Mannschaft in der höchsten Verbandsliga stellt. Seitdem konzentriert sich der Klub die Jugendmannschaften.